# Pseudaspidoproctus gramineus
Pseudaspidoproctus gramineus är en insektsart som beskrevs av Jashenko 1992. Pseudaspidoproctus gramineus ingår i släktet Pseudaspidoproctus och familjen pärlsköldlöss. Inga underarter finns listade i Catalogue of Life.